# Nowa Wieś (powiat iławski)
Nowa Wieś – wieś w Polsce położona w województwie warmińsko-mazurskim, w powiecie iławskim, w gminie Iława, na przedmieściach Iławy. 
Została lokowana w 1325 r. na 40 łanach na prawie chełmińskim. Wówczas sołtysem jej został Konrad von Yrankinhayn.
W latach 1975–1998 miejscowość administracyjnie należała do województwa olsztyńskiego.
Z Nowej Wsi wywodziła się Eleonora Raabe, późniejsza żona oficera huzarów Josepha von Winklera. Mieli syna - Wojciecha Kętrzyńskiego (wcześniej Adalbert von Winkler) wybitnego historyka i działacza narodowego.

## Ulice Nowej Wsi
- Agatowa
- Andromedy
- Bursztynowa
- Diamentowa
- Dione
- Jowisza (trasa na Kamień Duży)
- Koralowa
- Kryształowa
- Księżycowa
- Kwarcowa (trasa na Kałduny, Rożental)
- Marsa
- Merkury
- Neptuna
- Olsztyńska (droga krajowa nr 16, trasa na Iławę i Ostródę)
- Perłowa
- Platynowa
- Plutona
- Polarna
- Rubinowa
- Saturna
- Srebrna
- Szafirowa
- Szmaragdowa
- Tęczowa
- Turkusowa
- Tytana
- Urana
- Wega
- Wenus
- Złota

## Komunikacja miejska
Nowa Wieś położona jest w bezpośrednim sąsiedztwie Iławy. Przez miejscowość kursują 2 linie obsługiwane przez przewoźnika ZKM Iława. Pętla autobusowa "Nowa Wieś" znajduje się u zbiegu ulic: Olsztyńskiej i Jowisza.

### Linia nr 3
Nowa Wieś (pętla) - Olsztyńska - Iława (Ostródzka-Kościuszki-Królowej Jadwigi-Sobieskiego-1 Maja-Skłodowskiej Curie-Smolki-Andersa-Wojska Polskiego-Broniewskiego (powrót: Żeromskiego)-Dworcowa-Lubawska-Długa)
Linia kursuje codziennie.

### Linia nr 7
Wariant I: Nowa Wieś (pętla) - Jowisza - Kamień Duży - Iława (Zalewska-Dąbrowskiego-Niepodległości-Królowej Jadwigi-Sobieskiego-Smolki-Skłodowskiej Curie-Wiejska-Kwidzyńska-Biskupska-Konstytucji 3 Maja-Dąbrowskiego-Niepodległości-Kościuszki-Ostródzka) - Olsztyńska - Nowa Wieś (pętla)
Linia kursuje w dni robocze.
Wariant II: Nowa Wieś (pętla) - Olsztyńska - Iława (Ostródzka-Kościuszki-Królowej Jadwigi-Sobieskiego-Smolki-Skłodowskiej Curie-Wiejska-Kwidzyńska-Biskupska-Konstytucji 3 Maja-Dąbrowskiego-Niepodległości-Kościuszki-Ostródzka) - Olsztyńska - Nowa Wieś (pętla)
Linia kursuje w soboty.

## Zabytki
- Dom drewniany z 1754 r. - wpisany do rejestru zabytków 8 maja 1950 r. ( nr rej.: 67 (N/1) )